# Igrzyska Azji Południowo-Wschodniej osób niepełnosprawnych
Igrzyska Azji Południowo-Wschodniej osób niepełnosprawnych (ang. ASEAN Para Games) – zawody sportowe organizowane przez Federację Azji Południowo-Wschodniej Sportów Osób Niepełnosprawnych (ang. ASEAN Para Sports Federation, skr. APSF). Przeznaczone są one dla zawodników z niepełnosprawnością. Pierwsza edycja nastąpiła w 2001 roku, kiedy gospodarzem igrzysk został Kuala Lumpur i odbywają się cyklicznie co dwa lata. Igrzyska po raz pierwszy zaproponował członek Malezyjskiej Rady Paraolimpijskiej Zainal Abu Zarin.

## Edycje igrzysk
| Edycja | Rok  | Gospodarz         | Data               |
| ------ | ---- | ----------------- | ------------------ |
| I      | 2001 | Kuala Lumpur      | 26–29 października |
| II     | 2003 | Hanoi             | 21–27 grudnia      |
| III    | 2005 | Manila            | 14–20 grudnia      |
| IV     | 2008 | Nakhon Ratchasima | 20–26 stycznia     |
| V      | 2009 | Kuala Lumpur      | 15–19 sierpnia     |
| VI     | 2011 | Indonezja         | 15–20 grudnia      |
| VII    | 2014 | Naypyidaw         | 14–20 stycznia     |
| VIII   | 2015 | Singapur          | 3–9 grudnia        |
| IX     | 2017 | Kuala Lumpur      | 17–23 września     |
| X      | 2020 | Filipiny          | 20–28 marca        |

| Państwo   | Gospodarz | Lata             |
| --------- | --------- | ---------------- |
| Malezja   | 3         | 2001, 2009, 2017 |
| Filipiny  | 1         | 2005             |
| Indonezja | 1         | 2011             |
| Mjanma    | 1         | 2014             |
| Singapur  | 1         | 2015             |
| Tajlandia | 1         | 2008             |
| Wietnam   | 1         | 2003             |

## Reprezentacje
| Reprezentacja  | Debiut | Występy |
| -------------- | ------ | ------- |
| Brunei         | 2001   | 9       |
| Filipiny       | 2001   | 9       |
| Indonezja      | 2001   | 9       |
| Kambodża       | 2001   | 9       |
| Laos           | 2001   | 9       |
| Malezja        | 2001   | 9       |
| Mjanma         | 2001   | 9       |
| Singapur       | 2001   | 9       |
| Tajlandia      | 2001   | 9       |
| Timor Wschodni | 2003   | 8       |
| Wietnam        | 2001   | 9       |

## Klasyfikacja medalowa
2001
2003
2008
2009
2014
2015
Stan po igrzyskach w 2017 roku.
| Poz.  | Reprezentacja  | Złoto | Srebro | Brąz | Razem |
| ----- | -------------- | ----- | ------ | ---- | ----- |
| 1.    | Tajlandia      | 1158  | 701    | 537  | 2396  |
| 2.    | Malezja        | 691   | 599    | 487  | 1777  |
| 3.    | Indonezja      | 527   | 418    | 333  | 1278  |
| 4.    | Wietnam        | 503   | 472    | 456  | 1431  |
| 5.    | Mjanma         | 181   | 132    | 144  | 457   |
| 6.    | Filipiny       | 146   | 184    | 212  | 542   |
| 7.    | Singapur       | 111   | 94     | 95   | 300   |
| 8.    | Brunei         | 37    | 43     | 62   | 142   |
| 9.    | Kambodża       | 7     | 28     | 25   | 60    |
| 10.   | Timor Wschodni | 2     | 2      | 8    | 12    |
| 11.   | Laos           | 0     | 17     | 17   | 34    |
| Razem | Razem          | 3363  | 2690   | 2376 | 8429  |